# Berlin (New York)
Berlin è un comune degli Stati Uniti d'America, situato nello Stato di New York, nella contea di Rensselaer.